# Operation Castle

Reaktionen der Lithium- und Wasserstoffisotope. Geplante (expected) und tatsächliche (got) Reaktion von ^{7}Li.

Operation Castle war eine amerikanische Kernwaffentestserie, die 1954 überwiegend auf dem Bikini-Atoll im Pazifik durchgeführt wurde. Die Tests Bravo und Yankee dieser Serie sind bis heute die stärksten je durchgeführten Kernwaffentests der Vereinigten Staaten.
‚Bravo‘ hatte infolge falscher Berechnungen im Los Alamos National Laboratory fast dreimal so viel Sprengkraft wie erwartet.
Der Bravo- und der Romeo-Test sind zum Inbegriff der Wasserstoffbombe geworden. Dazu trugen die vielen Bilder bei, die während der Operation aufgenommen wurden.

## Die Tests der Castle-Serie
| Bombe  | Datum / Uhrzeit (GMT)    | Ort                                                                      | Höhe der Zündung  | Testart                | Sprengkraft (Vorhersage) | Anmerkungen |
| ------ | ------------------------ | ------------------------------------------------------------------------ | ----------------- | ---------------------- | ------------------------ | --- |
| Bravo  | 1. März 1954 18:45 Uhr   | Künstliche Insel etwa einen Kilometer vor der Insel Namu im Bikini-Atoll | 2 Meter (7 Fuß)   | Oberflächen- explosion | 15 MT (6 MT)             | Stärkste thermonukleare Kernexplosion der Vereinigten Staaten |
| Romeo  | 27. März 1954 18:30 Uhr  | Im Krater des Bravo-Tests                                                | 4 Meter (14 Fuß)  | Lastkahn               | 11 MT (4 MT)             | Romeo war der Belastungstest für die Mark-17/24-Bombe. Für den Test wurde eine 20 Tonnen schwere Konstruktion mit dem Namen „Runt-I-Device“ verwendet. Romeo war der erste Test auf einem Schwimmponton (oder Leichter) im Pazifik, diese Testart wurde später bei allen starken Kernwaffentests verwendet, um die Inseln im Bikini- und Eniwetok-Atoll zu schützen. |
| Koon   | 6. April 1954 18:20 Uhr  | Bikini-Atoll, Insel Eninman                                              | 3 Meter (9,6 Fuß) | Oberflächen- explosion | 110 kT (1 MT)            | Schwächster Test der Castle-Operation, ein sogenannter „Fizzle“. Nur die primäre Stufe zündete, das experimentelle Design der zweiten Stufe Morgenstern führte aufgrund des Neutronenflusses von der Fissionsreaktion zur vorzeitigen Erhitzung der Fusionsstufe, die deswegen nicht zündete. |
| Union  | 25. April 1954 18:10 Uhr | Bikini-Atoll                                                             | 4 Meter (13 Fuß)  | Lastkahn               | 6,9 MT (4 MT)            | Für die Castle-Union-Explosion wurde ein Alarm-Clock-Device verwendet. Diese Bombe war ein Prototyp, der eine speziell angereicherte Uranmischung enthielt. Der Sprengsatz hatte einen Durchmesser von 156 cm, eine Länge von 384 cm und ein Gewicht von 13,85 t. Die Detonation riss einen Krater von 92 m Durchmesser und 28 m Tiefe in das Atoll. |
| Yankee | 4. Mai 1954 18:10 Uhr    | Bikini-Atoll                                                             | 4 Meter (14 Fuß)  | Lastkahn               | 13,5 MT (9,5 MT)         | Zweitgrößter amerikanischer Kernwaffentest; Castle Yankee I mit einem Jughead-Design wurde nach dem Castle-Bravo-Test gestrichen, stattdessen wurde der Test mit einem Runt-II-Sprengkopf durchgeführt (Castle Yankee II). Der Test verwendete eine ähnliche Bombe wie Romeo, mit dem Unterschied, dass im Kernbrennstoff angereichertes und nicht, wie bei Romeo, unbehandeltes Lithium verwendet wurde. Diese Änderung führte zu einer Erhöhung der Sprengkraft um 61 Prozent. |
| Nectar | 13. Mai 1954 18:20 Uhr   | Eniwetok-Atoll, im Krater des Ivy-Mike-Test                              | 4 Meter (14 Fuß)  | Lastkahn               | 1,69 MT (1,8 MT)         | Test eines Leichtbauentwurfs, des sogenannten Zombie-Device. Die Bombe hatte einen Durchmesser von 87 cm, 282 cm Länge und eine Masse von 2,59 Tonnen. Im Vergleich dazu hatte die Bombe „Little Boy“, die auf Hiroshima abgeworfen wurde, eine Masse von 4 Tonnen (aber nur 15 Kilotonnen Sprengkraft). |

Der Echo-Test wurde, nachdem das Ergebnis des Koon-Tests feststand, gestrichen.

### Castle Bravo

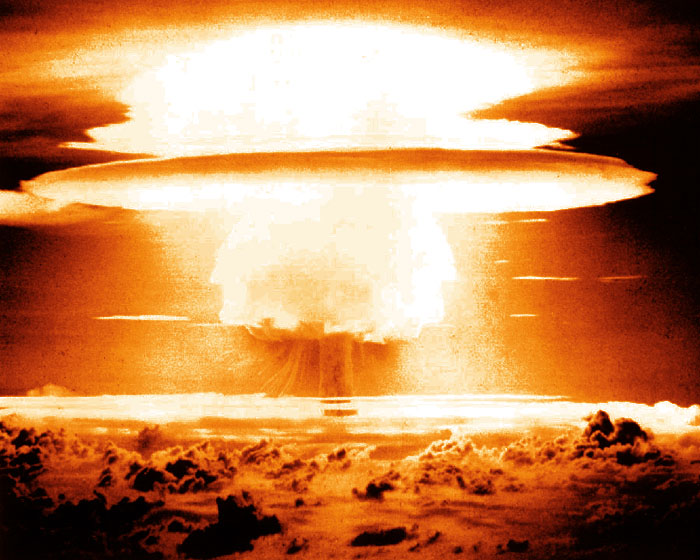
Bild der Explosion von Castle Bravo

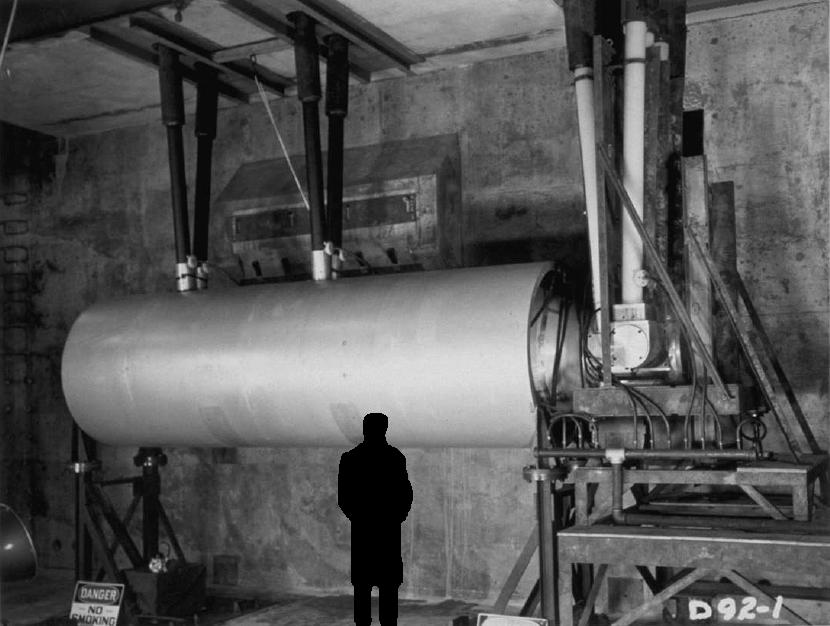
Castle Bravo. Die Silhouette wurde zum Größenvergleich eingefügt.

Castle Bravo wurde die stärkste amerikanische thermonukleare Waffe, die mit einer Sprengkraft von etwa 15 Megatonnen TNT-Äquivalent detonierte und damit fast 2,5 Mal so stark war wie vorhergesagt.
Der Sprengsatz trug den Namen Shrimp und war die erste Kernwaffe mit dem festen Fusionsbrennstoff Lithiumdeuterid. Natürlich vorkommendes Lithium enthält eine Mixtur aus Lithium-6- und Lithium-7-Isotopen, mit einer Konzentration von 6,5 % Lithium-6. Für den Test wurde angereichertes Lithium verwendet, mit einem Anteil von 40 % Li-6. Die Stärke der Explosion wurde vor dem Test auf 4 bis 8 MT berechnet, da man das natürlich vorkommende Li-7 für inaktiv hielt. Anders als erwartet, reagierte das Li-7 allerdings mit den hochenergetischen Neutronen der initialen Atombombe und erzeugte genau wie Li-6 Tritium, welches den Treibstoff der thermonuklearen Fusion darstellt. Somit war die zuvor berechnete Sprengkraft weit überschritten und es wurde ein TNT-Äquivalent von 15 Megatonnen erreicht. Die Pilzwolke war nach einer Minute 15 km hoch, nach sechs Minuten 40 km und hatte dabei über 100 km Durchmesser. Der Lichtblitz war noch in 400 Kilometern Entfernung zu sehen. Der Krater, den die Bombe in den Untergrund des Atolls riss, hatte einen Durchmesser von etwa 2 km.
Bei diesem stärksten jemals auf dem Atoll durchgeführten Atomwaffenversuch wurden 236 Bewohner der Insel Rongelap verstrahlt; viele von ihnen wurden strahlenkrank oder trugen schwere Verbrennungen davon. Etwa 100 Schiffe waren im Pazifik vom Fallout des Castle-Bravo-Tests betroffen. Weltweite Bekanntheit erlangte die 23-köpfige Besatzung des 140 Kilometer entfernten japanischen Fischerboots Glücklicher Drache V, welches durch den Fallout stark verstrahlt wurde, was diplomatische Verstimmungen mit Japan verursachte und weltweit das Wort „Fallout“ in die Öffentlichkeit rückte. Ein Besatzungsmitglied (Funker) starb an den Folgen der Strahlenkrankheit; die Vereinigten Staaten leisteten den Opfern eine Entschädigungszahlung.

## Galerie

Videoaufnahmen der Tests Union, Yankee und Romeo
Castle Union
Castle Yankee
Castle Romeo